# Anderson (Indiana)
Anderson es una ciudad en la sede del Condado de Madison, Indiana, Estados Unidos. Su área metropolitana abarca todo el condado de Madison. Anderson es la sede de la Iglesia de Dios (Anderson) y de la Universidad de Anderson, que está afiliada a esa denominación. Algunos sitios de interés son el Teatro Paramount y la Casa Gruenewald. La población era 59 734 en el censo de 2000. Se encuentra a orillas del río Blanco, que hace parte de la cuenca del Misisipi.

## Historia
Antes de la organización del condado de Madison, William Conner ingresó al terreno en el que se encuentra Anderson. Más tarde, Conner vendió el terreno a John y Sarah Berry, quienes donaron 13 ha de su terreno al condado de Madison con la condición de que la sede del condado se trasladara de Pendleton a Anderson. John Berry presentó el primer plano de Anderson el 7 de noviembre de 1827. En 1828, la sede de la justicia se trasladó de Pendleton a Anderson.
La ciudad lleva el nombre del jefe William "Adam" Anderson, cuya madre era una india lenape de Delaware y cuyo padre era de ascendencia sueca. El nombre del jefe Anderson en Lenape era Kikthawenund, que significa "ramas crujientes". La aldea de Delaware era conocida como la ciudad de Anderson, aunque los misioneros moravos la llamaban "La ciudad pagana a cuatro millas de distancia". Anderson también era conocido como Andersonton antes de ser organizado formalmente como Anderson.

Mapa de Anderson en 1890.

La introducción de mejoras internas por la Mammoth Internal Improvement Act provocó un crecimiento de la población en 1837. En diciembre de 1838, Anderson se incorporó como una ciudad con 350 habitantes. Se planeó que el Indian Central Canal, una rama del Canal Wabash y Erie, pasara por Anderson. El trabajo continuó en el canal durante 1838 y principios de 1839, pero el estado pronto suspendió los trabajos en el canal después del Pánico de 1837. La ciudad se convirtió nuevamente en una aldea adormecida hasta 1849 cuando se incorporó por segunda vez como ciudad. Muchas nuevas empresas comerciales ubicadas alrededor de Courthouse Square.
Esta incorporación duró poco y Anderson volvió una vez más al estado de aldea en 1852. Sin embargo, con la finalización del ferrocarril Indianapolis Bellefontaine Railroad, así como su estación en 1852, Anderson cobró vida. La tercera incorporación de Anderson como ciudad ocurrió el 9 de junio de 1853. La población siguió aumentando. El 28 de agosto de 1865, con una población de casi 1300 personas, Anderson se incorporó como ciudad.
Entre 1853 y finales del siglo XIX, se ubicaron allí veinte industrias de diversos tamaños. El 31 de marzo de 1887, se descubrió gas natural en Anderson. Cuando comenzó el auge del gas de Indiana, este descubrimiento llevó a nuevas empresas que podrían usar gas natural, como la fabricación de vidrio, a mudarse a la ciudad.
Anderson creció a tales proporciones que el editor de un periódico de Cincinnati etiquetó a la ciudad como "El Pittsburgh en el Río Blanco". Otras denominaciones eran "Ciudad Reina del cinturón de gas" y (debido al negocio de vulcanización y fabricación de neumáticos de caucho) "Ciudad a prueba de pinchazos". Esto supuso un fuerte incremento demográfico, ya que la ciudad pasó de tener 4.000 habitantes en 1880, a tener 10.741 en 1890.

### SigloXX
En 1897 nació el Ferrocarril Interurbano en Anderson. Charles Henry, un gran accionista, acuñó el término "Interurbano" en 1893. Continuó operando hasta 1941. El año 1912  el gas natural se acabó. La ciudad dejó sus luces de gas encendidas día y noche, y hay historias de una bolsa de gas natural que se enciende en el río y se quema durante un período prolongado para el espectáculo. El resultado de la pérdida de gas natural fue la mudanza de varias fábricas. La ciudad entera se ralentizó. El Club Comercial (formado el 18 de noviembre de 1905) fue el precursor de la actual cámara de comercio.
Este club persuadió a los hermanos Remy para que se quedaran en Anderson y a otros para ubicarse allí. Durante décadas, Delco Remy y Guide Lamp (más tarde Fisher Guide), que durante la Segunda Guerra Mundial construyeron el subfusil M3 y la pistola FP-45 Liberator para los Aliados, fueron los dos principales empleadores de la ciudad. Desde 1913 hasta la década de 1950, Ward-Stilson Company fue uno de los mayores productores de uniformes, atuendos, muebles y accesorios del país para los masones, los Odd Fellows y docenas de otras organizaciones fraternales de Estados Unidos.

Fachada de la Buckeye Manufacturing Company en 1968.

La Iglesia de Dios de Anderson ubicó su sede mundial en Anderson en 1905. La Escuela Bíblica Anderson se inauguró en 1917, y se separó de Gospel Trumpet (ahora conocida como Warner Press) en 1925. Al mismo tiempo, se hizo conocida como Anderson Escuela Bíblica y Seminario. En 1925, el nombre se cambió a Anderson College y luego a Anderson University en 1988.
A lo largo de los años, se fabricaron 17 tipos diferentes de automóviles en Anderson con la familia Lambert entre los líderes de la ciudad en su desarrollo y Buckeye Gasoline Buggy, el producto Lambert. Muchos otros inventos se perfeccionaron en Anderson, entre ellos: el regulador de gas (Miron G. Reynolds), la máquina expendedora de sellos (Frank P. Dunn), el prensador de ropa (H. Donald Forse), los carros de mano "Irish Mail" (Hugh Hill), estrangulador y el proceso de vulcanización para recauchutar neumáticos (Charles E. Miller).
Anderson fue sede de una franquicia de la National Basketball Association (NBA) para la temporada 1949–50, siendo una de las ciudades más pequeñas que ha tenido una franquicia de Grandes Ligas en un deporte de los Cuatro Grandes de Estados Unidos. Los Anderson Packers fueron miembros fundadores de la NBA (bajo ese nombre), pero se retiraron después de una temporada.
Como la mayoría de las otras ciudades industriales en Indiana y el Rust Belt en su conjunto, Anderson sufrió tremendamente la desindustrialización en las décadas de 1970 y 1980. Por ejemplo, General Motors empleó a casi 22.000 personas en la década de 1970; en 2006, este número había disminuido a menos de 2.600. Desde la Gran Recesión de 2008, Anderson ha luchado altas tasas de pobreza y desempleo.

## Economía
Cuando General Motors cerró sus operaciones en Anderson, la ciudad sufrió un gran golpe económico ya que GM era el mayor empleador en Anderson. Sin embargo, en 2007, Anderson ocupó el puesto 98 en la lista de Forbes de los 100 mejores lugares para empresas entre las áreas metropolitanas más pequeñas de Estados Unidos. Sin embargo, una evaluación más reciente (2014) de Anderson de Indiana Business Review fue mixta y señaló que "las tendencias a largo plazo son negativas", citando "una tendencia a la baja a largo plazo en el empleo del área" y "una aceleración en el número de cupones para alimentos destinatarios ". El desempleo más reciente se ha reducido, pero las mejoras aún están por detrás del resto del estado.
Para 2013, el ingreso medio estimado del hogar fue de 33.574 dólares (en comparación con el promedio del estado de Indiana de 48.248 dólares). El ingreso monetario per cápita fue de 18.216 dólares (promedio estatal per cápita de 24.635 ). Se estimó que el 25,8% de la población de la ciudad vivía por debajo del nivel de pobreza, frente a una estimación estatal del 15,4% El condado de Madison, del cual Anderson es la sede, tiene casi tres veces más beneficiarios de cupones de alimentos per cápita que Indiana en su conjunto.
En febrero de 2019, los diez empleadores más grandes en el condado de Madison eranː
| #  | Empleador                     | Número de empleados |
| -- | ----------------------------- | ------------------- |
| 1  | Community Hospital Anderson   | 1.980               |
| 2  | St. Vincent Health            | 1.410               |
| 3  | Nestlé                        | 790                 |
| 4  | Hoosier Park                  | 785                 |
| 5  | Carter Express                | 680                 |
| 6  | Anderson University           | 530                 |
| 7  | Continuum                     | 500                 |
| 8  | Kroger/Pay Less Super Markets | 440                 |
| 9  | Greenville Technology Inc.    | 395                 |
| 10 | Walmart                       | 365                 |

## Geografía

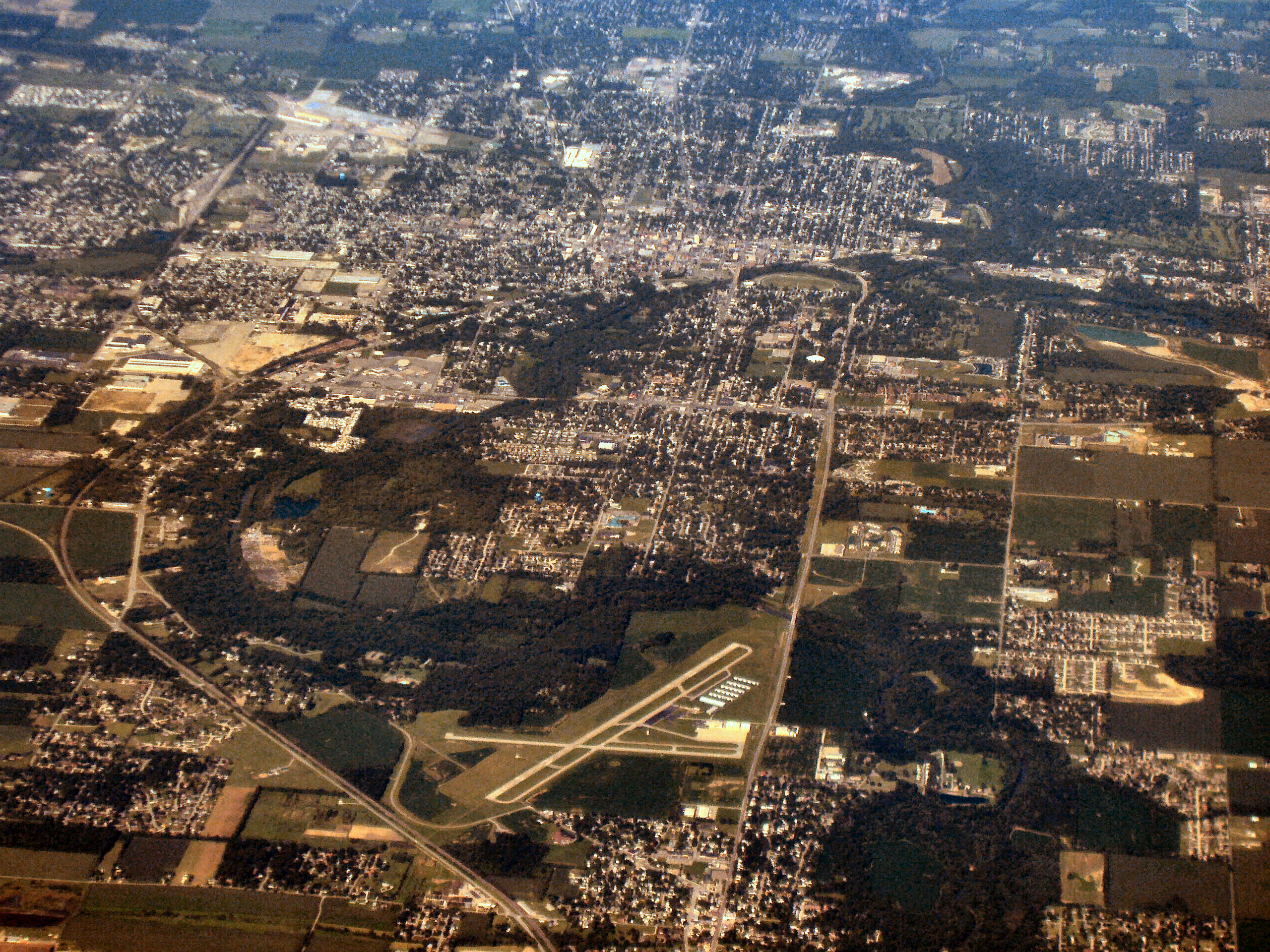
Imagen aérea de Anderson

Anderson está ubicada en partes de seis municipios: Anderson, Union, Richland, Lafayette, Adams y Fall Creek. Según el censo de 2010, Anderson tiene un área total de 107,43 km², de los cuales 107,15 km² (o 99,74%) son tierra y 0,28 km² (o 0,26%) son agua.

## Personalidades
- Gary Burton, músico
- Dane Clark, músico
- Jon McLaughlin, músico
- James Rebhorn, actor
- Max Terhune, actor
- Ray Tolbert, deportista
- Bob Wilkerson, deportista